# قلة الصفيحات الحملية
قلة الصفيحات الحملية (العارِضي) هي حالة تؤثر بشكل شائع على النساء الحوامل. تُعرَّف قلة الصفيحات بأنها انخفاض عدد الصفائح الدموية إلى أقل من 150.000 صفيحة/ ميكرولتر، علمًا أنّ المعدل الطبيعي يتراوح بين 150.000 و400.000 صفيحة/ ميكرولتر. ما تزال البحوث مستمرة لمعرفة سبب انخفاض عدد الصفائح الدموية لدى النساء ذوات الحمل الطبيعي. يعتقد بعض الباحثين بأن السبب يعتمد على التخفيف، أو انخفاض إنتاج الصفائح الدموية، أو زيادة معدل التقلب. على الرغم من أن النساء الحوامل يعانَين بشكل طبيعي من انخفاض عدد الصفيحات الدموية، تُشخَّص قلة الصفيحات عند اللاتي يعانين من انخفاض مستمر في تعداد الصفيحات، وتُشخَّص قلة الصفيحات الحملي عندما يزيد تعداد الصفيحات لديهن عن 70.000 صفيحة/ميكرولتر.
تؤثر قلة الصفيحات على 7-10% من النساء الحوامل، وتعاني 70-80% منهن من قلة الصفيحات الحملية.
قلة الصفيحات الحملية هي اضطراب مشابه لنقص الصفيحات المناعي (آي تي بّي)، ويصعب التفريق بين الاضطرابَين. يعتمد التشخيص على أخذ تاريخ طبي كامل للمريضة بسبب عدم توفر اختبار مشخّص.

## العلامات والأعراض
على الرغم من عدم وجود أعراض مقلقة متعلقة بقلة الصفيحات الحملية، يظهر على الأفراد المصابين بقلة الصفيحات الأعراض التالية:
- نزف من الأنف
- نزف لثة
- ظهور دم في البول أو البراز
- ظهور الكدمات على الجسم مع الرضوض الخفيفة
- تضخم الطحال
- يرقان
- نزف مستمر عند الإصابة بجرح
- نزف حيضي غزير
- ظهور بقع تشبه الطفح الجلدي (تدعى الحبرات)، بشكل خاص على أسفل الساقين.

## الأسباب
من الواضح أن الحمل يترافق بانخفاض تعداد الصفيحات في الدم، ولكن لم يحدد السبب الكامن بعد. يعتقد الباحثون أن الانخفاض في عدد الصفيحات الدموية يعود إلى انخفاض إنتاج الصفائح الدموية و/أو زيادة تخريبها وهدمها.

## الآلية
يوجد بشكل عام انخفاض في عدد الصفيحات الدموية عند النساء الحوامل، ويعود ذلك إلى العديد من الأسباب. السببان الرئيسيان لنقص الصفيحات هما انخفاض إنتاج الصفيحات الدموية في نقي العظم، وزيادة تدميرها. تُنتَج الصفيحات الدموية جنبًا إلى جنب مع مكونات الدم الأخرى في الأنسجة الإسفنجية الموجودة في العظام، المعروفة باسم نقي العظم. قد يرجع انخفاض عدد الصفائح الدموية إلى انخفاض إنتاج الصفيحات الدموية في نقي العظم. وقد يعود انخفاض الإنتاج في نقي العظم إلى نقص فيتامين ب 12، أو نقص الحديد، أو فقر الدم اللاتنسجي، أو الالتهابات الفيروسية، أو العلاج الكيميائي، أو استهلاك الكحول، أو سرطان الدم، أو خلل التنسج النقوي، أو تشمع الكبد. تنتشر فضلات الجنين في الجيوب الدموية للأم (مجرى الدم)، ما يؤدي إلى فرط نشاط طحال الأم وتضخمه. يقوم الطحال عادةً بتصفية وإزالة الفضلات، وأثناء الحمل سيزيل الطحال خلايا الدم بسرعة كبيرة أو سيخزن الصفيحات الدموية، بسبب زيادة كمية الفضلات الموجودة في دم الأم. في كلتا الحالتين يؤدي فرط نشاط الطحال إلى انخفاض تعداد الصفيحات الدموية.

## التشخيص
تظهر قلة الصفيحات أثناء الحمل خلال منتصف الثلث الثاني من الحمل حتى الثلث الثالث، وتُشخَّص بالاستبعاد. لن يشخَّص قلة الصفيحات الحملي مثلًا لدى النساء اللواتي لديهن قصة قلة صفيحات مناعية أو قلة صفيحات سابقة قبل الحمل.
يصعب تشخيص المريضات اللواتي يعانين من انخفاض عدد الصفيحات الدموية إلى أقل من 70000 صفيحة/ ميكرولتر، إذ يمكن أن يعود الانخفاض إلى قلة الصفيحات الحملية أو قلة الصفيحات المناعية. تُعالَج المريضة في مثل هذه الحالات باستخدام أدوية قلة الصفيحات المناعية (الكورتيكوستيروئيدات، أو الغلوبولين المناعي الوريدي). إذا أظهرت تحسنًا في مستويات الصفيحات الدموية، سيكون تشخيص نقص الصفيحات المناعي صحيحًا، وفي حال لم تستجب للعلاج يشخّص لديها قلة صفيحات حملية شديدة.
تُجرى الاختبارات التالية لكي يتمكن الطبيب من تحديد السبب الكامن وراء قلة الصفيحات الحملية:

### فحص الدم
يجري الطبيب تعداد دم كامل أثناء فحوصات ما قبل الولادة الروتينية. يوفر تعداد الدم الكامل مزيدًا من المعلومات حول مستويات الصفيحات الدموية قبل الحمل وبعده.
يمكن للطبيب إجراء فحص لكشف الأجسام المضادة للصفيحات الدموية في الدم، تنتج الأخيرة عن تناول دواء معين كالكينين مثلًا. قد يجري الطبيب أيضًا اختبار تجلط الدم عن طريق إضافة مواد كيميائية إلى الدم لتحديد المدة التي يستغرقها للتجلط.

### الموجات فوق الصوتية
يمكن للطبيب إجراء فحص بالموجات فوق الصوتية حول الطحال لتحديد ما إذا كان الطحال متضخمًا بسبب فرط نشاط الطحال، ثمّ يقارن الطبيب حجم الطحال لدى المريضة بالحجم الطبيعي.

### رشف نقي العظم و/أو الخزعة
يمكن للطبيب إجراء رشف نقي العظم و/أو الحصول على خزعة منه، إذا اشتبه بانخفاض إنتاج الصفيحات الدموية. يمكن إجراء رشف نقي العظم والخزعة في نفس الوقت.

## الوقاية
لا توجد معلومات معروفة بخصوص الوقاية من هذا الاضطراب.
لا توجد معلومات كافية عن النساء الأكثر عرضة للإصابة بقلة الصفيحات الحملية.

## التدبير
تخضع النساء المصابات بقلة الصفيحات الحملية لفحص دم كامل خلال كل زيارة قبل الولادة. تواصل المريضة أنشطتها الطبيعية بعد تشخيص قلة الصفيحات الحملية، لأن تشخيص قلة الصفيحة لا يؤثر على خطة الحمل. كما أن تشخيص قلة الصفيحات الحملية لا يشكل أي ضرر أو خطر على الأم أو الجنين. لا توجد اختبارات تشخيصية متاحة لقلة الصفيحات الحملية، بل يُشخَّص بالاستبعاد. لن تُشخَّص قلة الصفيحات الحملية مثلًا لدى النساء اللواتي لديهن قصة قلة صفيحات مناعية أو قلة صفيحات قبل الحمل.
يصعب تشخيص المريضات اللواتي يعانين من انخفاض عدد الصفيحات الدموية إلى أقل من 70000 صفيحة/ ميكرولتر، إذ يمكن أن يعود الانخفاض إلى قلة الصفيحات الحملية أو قلة الصفيحات المناعية. تُعالَج المريضة في مثل هذه الحالات باستخدام أدوية نقص الصفيحات المناعي (الكورتيكوستيروئيدات أو الغلوبولين المناعي الوريدي). إذا أظهرت تحسنًا في مستويات الصفيحات الدموية، سيكون تشخيص قلة الصفيحات المناعية صحيحًا، وفي حال لم تستجب للعلاج يشخّص لديها قلة صفيحات حملية شديدة. قد تشكل قلة الصفيحات الشديدة أثناء الحمل خطرًا لحدوث مضاعفات عند إجراء التخدير فوق الجافية، أو التخدير العام أثناء الولادة.

## الإنذار
تعود مستويات الصفيحات الدموية إلى المعدل الطبيعي بعد شهر إلى شهرين من الولادة عند النساء اللواتي ليس لديهن قصة نقص صفيحات سابقة لم تحدث أثناء الحمل، يجب إجراء اختبار دم كامل للنساء المصابات بنقص الصفيحات الحملي بعد الولادة بحوالي 1-3 أشهر. قد تتكرر قلة الصفيحات الحملية في حالات الحمل المستقبلية.

## البحوث
قدّم الباحث في قسم أمراض الدم في مستشفى سان جورج في لندن روبرتو ستاسي نقطة ممتازة، من شأنها أن تساعد في معرفة التشخيص الدقيق للاضطراب خلال مراحل الحمل، ومساعدة الأطباء في علاج المريضات وتدبير حالتهن أثناء الحمل.

## التاريخ
لم يُحدَّد تاريخ هذا الاضطراب.